# Rotorua
Rotorua (/ˌɾɔtɔˈɾʉa/, en maori de Nouvelle-Zélande : Te Rotorua-nui-a-Kahumatamomoe « Le deuxième grand lac de Kahumatamomoe ») est une ville située sur la côte sud du lac du même nom, dans la région de Baie de l'Abondance, dans l'île du Nord de la Nouvelle-Zélande. La ville compte près de 65 000 habitants et est située à 60 km au sud de Tauranga, à 105 km au sud-ouest de Hamilton et à 82 km au nord-est de Taupo.

## Géographie
Le district de Rotorua (Rotorua District)  est divisé par  entre les régions de Bay of Plenty (61,52 % de sa superficie), et du Waikato (38,48 %). La banlieue de la ville inclut Ngongotaha, Fairy Springs, Kawaha Point,Western Heights,Mangakakahi, Utuhina, Ohinemutu, Hillcrest, Glenholme, Fordlands, Springfield, Fenton Park, Whakarewarewa, Tihiotonga, Lynmore, Te Ngae, Owhata, Hannahs Bay, Holdens Bay et Rotokawa.
Rotorua est très connue pour son activité géothermique. On y trouve de nombreux geysers, notamment le Pōhutu à Whakarewarewa et des mares de boue chaude dans la ville même dues à la caldeira de Rotorua sous-jacente. Une forte odeur de soufre est d'ailleurs reconnaissable dans la ville, par intermittence ; "un petit mal pour un grand bien", comme aiment le dire les habitants.
On compte dix-sept lacs dans les environs de Rotorua. La pêche, la nage, le ski nautique et autres activités nautiques sont très populaires. Rotorua a été en 2007 la ville d'accueil du championnat du monde de ski nautique. La forêt de Whakarewarewa abrite également quelques-unes des meilleures pistes de cyclisme tout-terrain du pays.

## Climat
| Mois                               | janvier | février | mars | avril | mai  | juin | juillet | août | septembre | octobre | novembre | décembre | Année |
| ---------------------------------- | ------- | ------- | ---- | ----- | ---- | ---- | ------- | ---- | --------- | ------- | -------- | -------- | ----- |
| Maximales (°C)                     | 23      | 23      | 21,1 | 18,3  | 15,1 | 12,6 | 12,1    | 13   | 14,7      | 16,7    | 19       | 20,9     | 17,5  |
| Minimales (°C)                     | 12,7    | 12,9    | 11,6 | 8,8   | 5,9  | 4,2  | 3,1     | 4,4  | 6         | 7,9     | 9,6      | 11,3     | 8,2   |
| Précipitations (mm)                | 99      | 101     | 115  | 112   | 104  | 134  | 130     | 148  | 119       | 122     | 102      | 115      | 1 401 |
| Source : NIWA Science climate data |         |         |      |       |      |      |         |      |           |         |          |          |       |

## Histoire

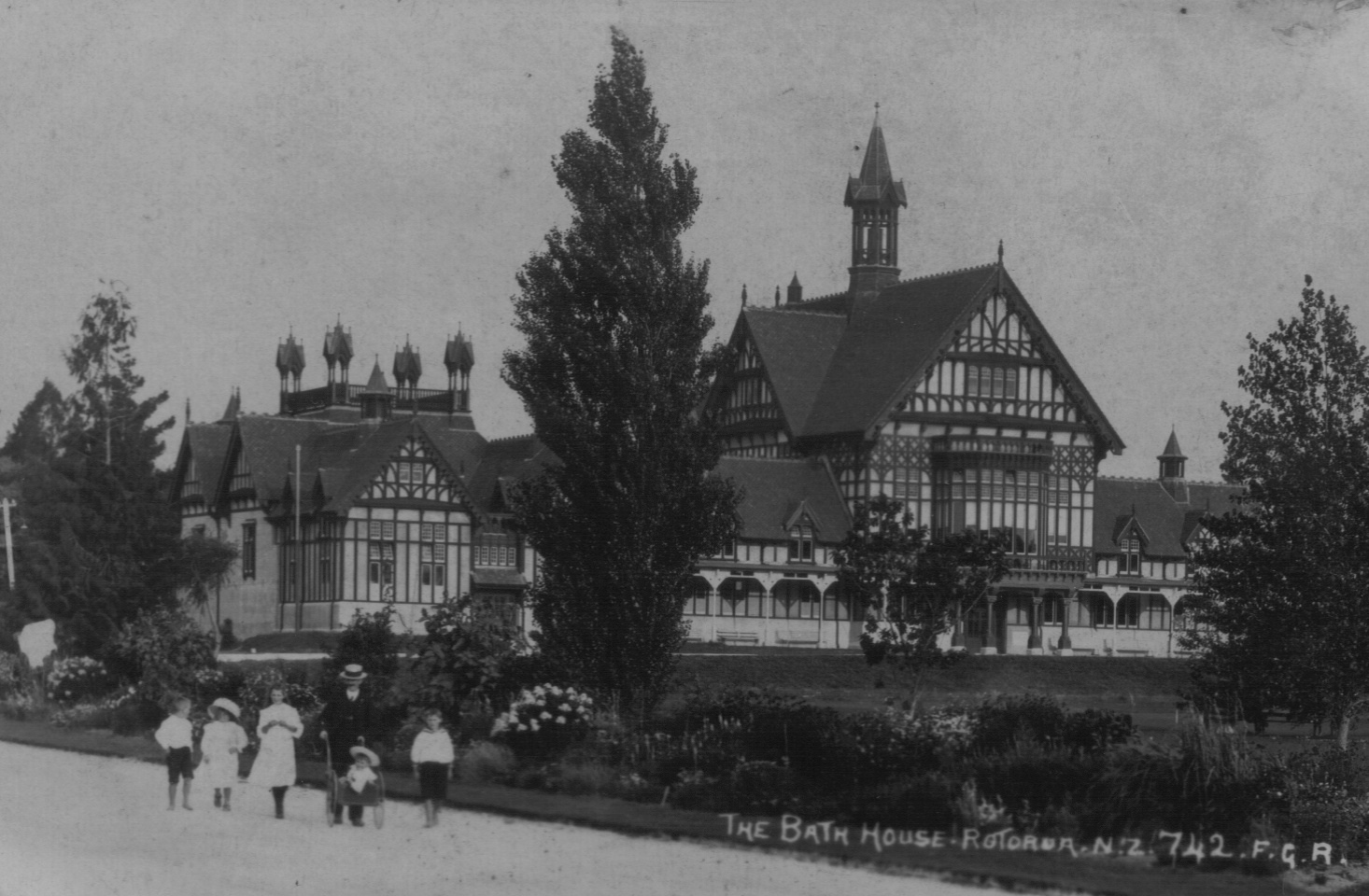
Établissement thermal à Rotorua au début des années 1900, construit sous l'égide du balnéologue Arthur Stanley Wohlmann.

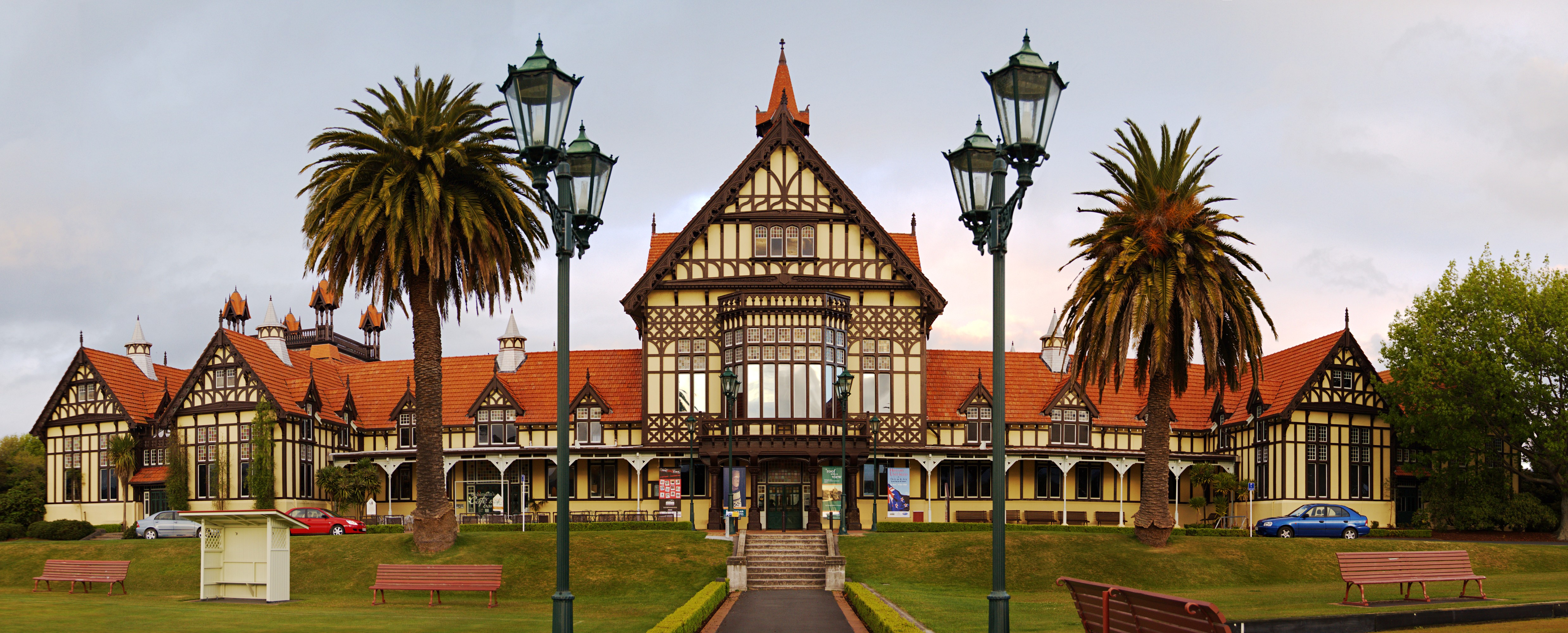
…aujourd'hui le musée de la ville.

Le nom de Rotorua est d'origine maori, le nom complet étant Te Rotorua-nui-a-Kahumatamomoe. « Roto » signifie « lac » et « rua » « deux » ; donc « deuxième lac ». Kahumatamomoe est l'oncle du chef Maori Ihenga, ancêtre explorateur des Te Arawa. C'est le second lac découvert par Ihenga, qui le nomme en honneur de son oncle. C'est le plus grand d'une multitude de lacs situés au nord-est de la ville actuelle, tous dus à la caldeira de Rotorua et au mont Tarawera, assez proche. Le nom peut également signifier « lac du cratère », tout aussi approprié.
La région est d'abord colonisée par les Maori de l'iwi Te Arawa. Le premier Européen sur lieu est probablement Phillip Tapsell, marchand depuis 1828 à Maketu sur la côte de la Baie d'Abondance. Il épouse Hine-i-turama Ngatiki, une femme Te Arawa et devient très respecté des membres de l'iwi. Les missionnaires Henry Williams et  Thomas Chapman  visitent la région en 1831. Chapman et sa femme fonderont une mission à Te Kouto en 1835 ; celle-ci sera abandonnée avant la fin de l'année, mais Chapman retournera à la région en 1838 pour fonder une seconde mission sur l'île Mokoia,.
Les rives du lac verront des batailles pendant les Guerres maories des années 1860.
On crée un « special town district » en 1883 pour promouvoir Rotorua en tant que spa (station thermale). La ville est reliée à Auckland lors de l'inauguration de la ligne ferroviaire et du Rotorua Express dès 1894. Le résultat est une rapide croissance de la ville et du tourisme dans la région.
Rotorua devient « borough » en 1922 et est déclarée ville en 1962 avant de devenir district en 1979.
Rotorua est la ville natale du joueur de rugby international Tony Marsh.

## Espaces verts et environnement
La zone protégée Redwood Memorial Grove est réputée pour son côté attractif avec des pistes de vélo de montagne et la passerelle de la canopée Redwoods Treewalk suspendue dans la forêt de séquoias, Whakarewarewa,.

## Infrastructure
Elle est liée au nord et au sud par la State Highway 5, à l'est par la State Highway 33, à l'ouest par la State Highway 30.
L'Aéroport international de Rotorua a des vols quotidiens aux aéroports internationaux d'Auckland, de Wellington et de Christchurch, et il est prévu d'allonger la piste pour permettre des vols à travers la mer de Tasman .
Rotorua est également desservie par une ligne ferroviaire, aujourd'hui désaffectée, depuis Putaruru au nord.

## Villes jumelées
- Klamath Falls, Oregon, États-Unis[9]
- Beppu, Kyūshū, Japon
- Lac Macquarie, Nouvelle-Galles du Sud, Australie
- Wuzhong, Suzhou, Chine

## Personnalités liées à la ville
- Steven Adams (1993-), joueur NBA des Grizzlies de Memphis , frère de Valerie Adams
- Valerie Adams (1984-), athlète spécialiste du lancer du poids, multiple championne du monde et olympique
- Jean Batten  (1909-1982), aviatrice néo-zélandaise
- Sam Bewley (1987-), coureur cycliste néo-zélandais
- Cliff Curtis (1968-), acteur et producteur néo-zélandais
- Denise Kingsmill (1947-), avocate et pair travailliste britannique
- Tony Marsh (1972-), joueur de rugby à XV
- Steve McDowall (1961-), joueur de rugby à XV
- Temuera Morrison (1960-), acteur (Boba Fett dans Star Wars)
- Fletcher Tabuteau, (1974-), homme politique néo-zélandais
- Arthur Stanley Wohlmann (1867-1944), balnéologue.